# Collita amarga
Collita amarga (títol original en anglès, Bitter Harvest) és una pel·lícula de drama romàntic del 2017 ambientada a la Ucraïna soviètica de principis de la dècada del 1930. La pel·lícula és el primer llargmetratge en anglès que representa la fam d'Ucraïna de 1932/33 coneguda com a Holodomor, un període de fams massives que va matar milions d'ucraïnesos, majoritàriament ètnics. La pel·lícula és protagonitzada per Max Irons, Samantha Barks, Barry Pepper, Tamer Hassan, Lucy Brown i Terence Stamp. S'ha doblat i subtitulat al català.
La pel·lícula va ser dirigida per George Mendeluk. Va ser escrita pel guionista i actor canadenc Richard Bachynsky Hoover, basada en la seva pròpia investigació sobre l'Holodomor. El rodatge va tenir lloc a Kíiv.

## Repartiment
- Max Irons com a Yuri
- Samantha Barks com a Natalka
- Barry Pepper com a Yaroslav
- Tamer Hassan com a Sergei
- Terence Stamp com a Ivan
- Aneurin Barnard com a Mykola
- Tom Austen com a Taras
- Lucy Brown com a Olena
- Richard Brake com a Medved
- Edward Akrout com el professor Temchuck
- William Beck com a Stefan
- Richard Ashton com el pare Ostapovich
- Malcolm Freeman com a Molotov
- Jack Hollington com a Lubko
- Gary Oliver com a Ióssif Stalin